# De Meervogels
Korfbalvereniging De Meervogels is een Nederlandse korfbalvereniging uit Zoetermeer. De club is opgericht op 2 juni 1962.

## Zaal
In het 2005/06 speelde De Meervogels in de Korfbal League, degradeerde naar de Hoofdklasse. In 2006/07 handhaafde de club zich in de Hoofdklasse, maar zakte in 2008/09 verder af naar de Overgangsklasse. In het zaalseizoen 2011/12 degradeerde De Meervogels opnieuw, ditmaal naar de 1e Klasse. De Meervogels handhaafde zich in 2012/13 en werden kampioen in 2013/14, waardoor het terugkeerden naar de Overgangsklasse. Na het seizoen 2018/19 promoveerde De Meervogels maar de Hoofdklasse.

## Competitieresultaten

### Zaalcompetitie 2005-2025
| 10 KL |

| 3 HK B |

| 5 HK B |

| 7 HK A |

| 1 OK A |

| 7 HK A |

|  |

|  |

| 1 OK |

| 5 HK A |

| 4 HK B |

| 8 HK B |

| Korfbal League | Korfbal League 2 | Hoofdklasse | Overgangsklasse | geen competitie (Covid) |

### Veldcompetitie 2023-2025
| 1 HK 06 |

| 4 EK 03 |

| 4 HK 07 |

| Ereklasse | Hoofdklasse |